# 吳雲鵬
吳雲鵬（1905年10月6日—1994年3月27日），字子陞，蒙古名額勒吉白，烏濟葉特氏，昭烏達盟敖汉右旗（今內蒙古自治區赤峰市敖漢旗）人，曾任立法院第1屆立法委員。

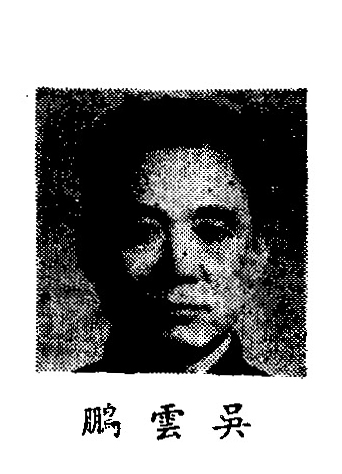
出席制憲國民大會代表時所攝照片

## 生平
吳雲鵬自北平朝陽大學畢業。後任昭烏達盟敖漢旗管旗章京、駐京代表，國難會議會員，參謀本部邊務研究所教官，蒙古各盟旗聯合駐京辦事處主任，制憲國民大會代表，訓政時期立法委員。
民國卅七年（1948年），吳雲鵬當選昭烏達盟選出之立法委員。
1994年，吳雲鵬逝世。逝世後，获得中华民国之褒揚令：
總統令 中華民國八十三年六月十四日〔八十三華總〈一〉義字第三三五一號〕

第一屆立法院立法委員吳雲鵬，志慮忠純，器識弘遠，裔出蒙古昭烏達盟敖漢右旗，畢業朝陽大學法科，涵泳中華文化，服膺三民主義，踐履篤實，夙著精忱。早歲供職本旗，幹濟有聲；北伐初定，率先聯絡各盟旗青年，響應統一，輔政化俗，厥功至偉。嗣任蒙古各盟旗聯合駐京辦事處主任，贊襄邊政，物望允孚。旋膺訓政時期立法院立法委員、制憲國民大會代表，致力漢蒙文化溝通，增進邊疆民族團結，厚植法治之丕基，弼成憲政之大業。碩畫宏謨，靖獻孔昭。行憲伊始，膺選第一屆立法院立法委員，讜論嘉猷，謇諤望重。廻翔議壇者五十餘年，連任邊政、預算委員會召集委員多屆，促成國防、邊政等重要法案，裨益國家建設與邊疆開發，勳績卓著，允足矜式。兹聞溘逝，軫悼良深，應予明令褒揚，以彰忠藎。

總　　　統　李登輝

行政院院長　連　戰